# 青山周平 (政治家)
青山 周平（あおやま しゅうへい、1977年4月28日 - ）は、日本の政治家。自由民主党所属の元衆議院議員（4期）。文部科学副大臣、文部科学大臣政務官兼内閣府大臣政務官兼復興大臣政務官を歴任。

## 来歴

### 生い立ち
愛知県岡崎市福岡町字下西野に生まれる（現住所も同じ）。父親は当時岡崎市議会議員だった青山秋男。就学前の1980年（昭和55年）7月14日、父親の秋男は衆院選にからみ他の自民党市議とともに被買収容疑で逮捕された。岡崎市立福岡小学校2年生のときに岡崎ラグビースクールに入った。
1990年（平成2年）、岡崎市立福岡中学校へ進学。中学在学中に父親は愛知県議会議員に初当選。
1996年（平成8年）3月、愛知県立岡崎高等学校卒業。同年4月、法政大学社会学部に入学。高校から大学までラグビー部に所属した。
2000年（平成12年）3月、法政大学社会学部卒業。同年4月、株式会社ジェイアール東海髙島屋に就職。同年9月10日に行われた岡崎市長選挙で、父親と杉浦正健衆議院議員の支援を受けた柴田紘一県議が現職の中根鎭夫を打ち破る。これによって岡崎の保守勢力の分布図が塗り変わり、翌2001年（平成13年）、青山はわずか1年足らずで退職。父親が経営する学校法人青山学園に入社した。
2001年（平成13年）、杉浦正健が岡崎市に設立した政治塾「ポセヤ」（ポリティカル・セミナー・オブ・矢作の略称）に早速参加。自民党県連会長だった杉浦の発案で党内に作られた愛知政治大学院にも参加し、政治家を真剣に志すようになる。
同年、高校・大学の同窓生と結婚。青山学園でははずみやこ幼稚園、ながら幼稚園、みやこ第二幼稚園の園長や事務長などを務めた。
2009年（平成21年）8月の衆院選で杉浦正健は落選し、同年11月に政界引退を表明した。2010年（平成22年）秋、自由民主党が愛知12区の候補者を公募すると、これに応募。2011年（平成23年）1月9日、自民党県連は4人の応募者の中から青山を同選挙区の支部長に内定した。

### 衆議院議員に初当選
2012年（平成24年）12月16日の第46回衆議院議員総選挙に愛知12区から自民党公認で立候補。初当選を果たすも、民主党現職の中根康浩、日本維新の会新人の重徳和彦の両名に比例復活を許した。
2014年（平成26年）11月21日、衆議院解散。公示日前日の12月1日、民主党の海江田万里代表は中根康浩に比例単独に回るよう電話で告げ、中根は党の指示に従った。序盤の情勢調査では青山が優位だったが、事実上、維新の党の重徳に一本化されたことで覆った。12月14日、第47回衆議院議員総選挙執行。小選挙区では重徳に敗れ、惜敗率89.778%で比例復活により再選。選挙期間中に新聞社が行った出口調査によれば、青山に票を投じたのは自民支持者の68.7％、公明支持者の67％にとどまった。いずれも3割弱が重徳に流れたことが明らかとされた。

### 2017年衆議院議員選挙

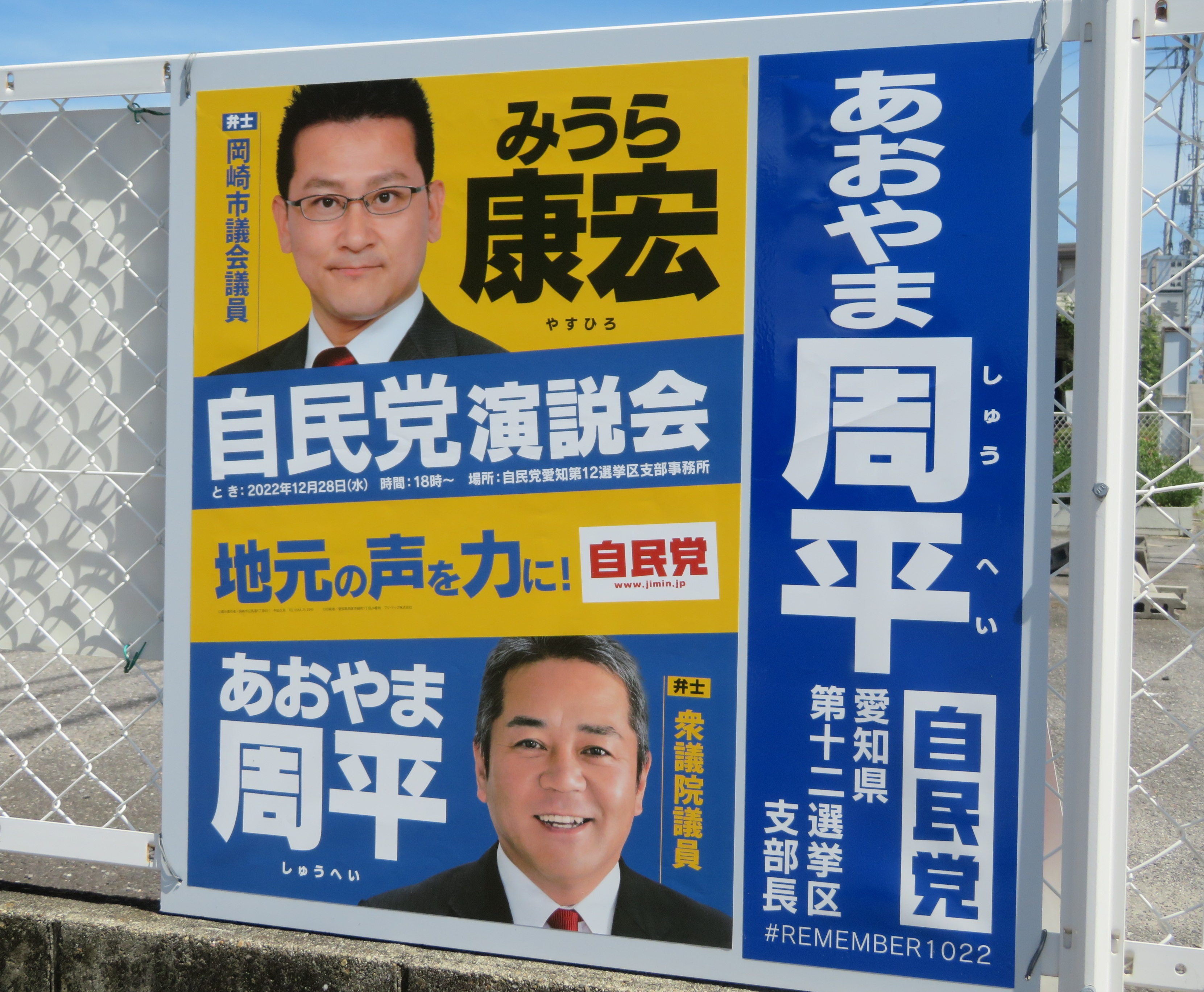
青山と元岡崎市議会議員の三浦康宏の2連ポスター（2020年8月撮影）。
三浦は同僚の横山幽風市議へのセクハラと議会に対する虚偽説明により、2020年2月27日、ついに3度目の辞職勧告決議を受けた。青山の後押しにより三浦は同年10月18日執行の市議選で3期目を目指すが、次々点で落選した。

2017年（平成29年）10月10日、第48回衆議院議員総選挙公示。重徳は希望の党から公認を受けられず、無所属で立候補。中根は比例区から希望の党単独24位で立候補したため、愛知12区は青山、重徳、共産党新人の3人の戦いとなった。
同年10月13日、14日、中日新聞社は、共同通信社の電話世論調査結果に取材を加味した愛知県内15選挙区の序盤情勢を発表。12区については「重徳が優位」と報じた。
同年10月22日、総選挙実施。小選挙区では重徳が早々と当選確実を決めた。比例東海ブロックの名簿と開票にそれぞれハプニングがあり、影響は青山にも及んだ。当初、比例東海ブロックでは立憲民主党は5議席を獲得するはずであった。ところが名簿に4人の名前しか残っていなかったため、同党は1議席分を自民党に譲渡。自民党への割り当ては7議席から8議席に増えた。さらにこの日は台風21号が本土を直撃。佐久島の投票箱を開票所へ運べず、西尾市だけ開票が23日午後6時15分に延期された。22日時点の青山の惜敗率は69.41％。自民党比例区の最後の一枠は、惜敗率71.945％の田畑毅か青山のどちらかという結果になった。23日午後9時半すぎに開票作業が終了。青山の惜敗率は70.067％で確定し、同時に落選も決まった。この年の総選挙から幸田町が愛知14区に移動し、愛知12区の有権者数は減少したものの、無所属で立候補した重徳は全国で4番目の得票数を獲得した。青山は愛知県下の15選挙区の自民党候補者中、唯一の落選者となった。
前回の敗戦の教訓から「露出を増やす」ことを目標に掲げた青山陣営であったが、戦略に変化は見られなかった。岡崎市議会の保守系議員の間で派閥抗争が進行しており、一体感を欠いていたことが指摘されている。また公明党の推薦を受けたものの、投票日に新聞社が行った出口調査で、公明支持層の4割弱が重徳に票を投じていたことが明らかとされた。一族が経営する幼稚園の教諭が粘着テープで園児の手足を縛ったり、口をふさいだりしていたことがこの年の4月に広く報じられ、そうした不祥事も選挙戦に影を落とした。なお比例復活で辛勝した田畑は、2019年（平成31年）2月に会社員女性への準強制性交と盗撮、未成年に対する淫行疑惑などが明らかとなり、同年3月1日付で議員辞職した。

### 2019年に繰り上げ当選
2018年（平成30年）12月14日、比例東海ブロックの大見正衆議院議員が、任期満了による安城市長選挙に出馬する意向を正式に表明。大見は告示日となる2019年（平成31年）1月27日に立候補したことにより衆議院議員を退職（自動失職）し、2月4日の選挙会において青山の繰り上げ当選が決定。翌5日付で告示された。
2019年（令和元年）9月13日、 第4次安倍第2次改造内閣において、文部科学大臣政務官兼内閣府大臣政務官兼復興大臣政務官に就任。同年11月7日、青山はTwitterを更新し「仕事ができるよろこび」と綴った。
2021年（令和3年）9月17日、自民党総裁選挙が告示され、岸田文雄、河野太郎、高市早苗、野田聖子の4人が立候補した。9月20日、青山はTwitterを更新し「高市早苗候補を支援しています」と表明した。
同年10月19日、第49回衆議院議員総選挙公示。愛知12区は日本共産党西三河地区委員会が候補者擁立を見送ったため、青山と立憲民主党公認の重徳の一騎打ちとなった。実際は共産党は「自主投票」だったにもかかわらず、青山陣営はイデオロギー的な市民感情を巧みに利用し、「重徳氏が共産党と連携した」と攻勢をかけた。10月27日、中日新聞社は、電話世論調査の結果に取材を加味した愛知県内15選挙区の情勢を発表。12区については「青山と重徳、接戦が続く」と報じ、青山がわずかにリードしている書き方をした。10月31日、投開票。重徳は小選挙区で勝利。青山は比例復活で4期目の当選を果たした。
2023年（令和5年）9月13日、第2次岸田第2次改造内閣が発足。9月15日付で文部科学副大臣に就任。

### 裏金問題と落選
2023年（令和5年）12月10日、岸田文雄首相は、自民党5派閥における政治資金パーティー収入の裏金問題をめぐり、安倍派所属の閣僚4人、副大臣5人、大臣政務官6人の政務三役15人について、全員交代させる意向を固めた（政務官6人については2日後に訂正）。12月14日、青山は文部科学副大臣の辞表を提出し受理された。
2024年（令和6年）9月9日、高市早苗は自民党総裁選挙の出馬会見を行い、裏金事件をめぐる安倍派議員の処遇について「党の処分を覆すことはない」と明言した。9月12日に総裁選が告示され、9人が立候補した。裏金議員について次期衆院選で「非公認」とする可能性に一時言及した石破茂と高市の決選投票が濃厚になると、旧安倍派は一気に高市に動いた。高市は1回目の議員投票で、報道各社の事前調査での30～40票を大きく上回る72票を獲得した。党員数と合わせた得票数は1位だったが、決選投票で石破に敗れた。裏金議員85人（同年2月13日に公表）の一人である青山は1回目の投票では小林鷹之に投じ、決選投票では高市に投じた。
同年10月6日、石破茂首相は第50回衆議院議員総選挙に向けて、政治資金パーティー裏金事件で党員資格停止の処分を受けた議員などを公認しないことを決めるとともに、青山ら裏金議員43人について比例代表への重複立候補を認めない方針を示した。10月15日、総選挙公示。愛知12区からは青山、重徳和彦、日本維新の会の中川博登、日本共産党の関久一の4人が立候補した。公明党は16日までに、出馬した計46人の裏金議員のうち、青山ら35人を推薦した。青山は「小選挙区は青山周平、比例は公明党」とストレートに呼びかけ、公明党との連携を前面に出した。10月22日、石破首相は愛知入りし、ウイングタウン岡崎の駐車場で青山の応援演説を行った。午後は豊田市、小牧市、一宮市、名古屋市、東海市の順番で遊説した。自民党は裏金問題や統一教会問題、10月23日に発覚した非公認候補への2000万円支給問題などで逆風が吹き荒れた。地元紙が「逆風の中、差を詰めるにはどうしたらいいのか」と尋ねたが、青山から明確な回答はなかった。選対の幹部は「逆に教えてほしいぐらいだ」と答えた。10月27日、投票締め切りの20時からほどなくNHKは重徳の当選確実を報じ、重徳は5期目の当選を果たした。比例重複が認められなかった青山は議席を失った。裏金事件に関係した候補者は18勝28敗だった。

## 政策・主張

### 憲法
- 憲法改正について、2017年、2021年の朝日新聞社、2024年のNHKのアンケートで「賛成」と回答[110][111][112]。

- 9条改憲について、2017年の中日新聞社のアンケートで「賛成」と回答[113]。2021年の中日新聞社のアンケートで「9条1項・2項を維持し、9条の2で『自衛隊』を明記すべき」と回答[114]。9条への自衛隊の明記については、2021年のNHKのアンケートでも「賛成」と回答[115]。

- 改正すべき項目として、2021年の朝日新聞社のアンケートで「自衛隊の保持を明記する」「集団的自衛権の保持を明記する」「教育の充実に向けた環境整備を行う旨を明記する」「緊急事態に関する条項を新設する」と主張[111]。

- 2014年7月1日、政府は従来の憲法解釈を変更し、集団的自衛権の行使を容認することを閣議で決定[116]。この閣議決定を評価するかとの問いに対し、同年の朝日新聞社のアンケートで「大いに評価する」と回答[117]。集団的自衛権の行使に賛成かとの問いに対し、同年の毎日新聞社のアンケートで「反対」と回答[118]。

- 憲法を改正し緊急事態条項を設けることについて、2021年の毎日新聞社のアンケートで「賛成」と回答[119]。

### 外交・安全保障
- 安全保障関連法の成立について、2017年の朝日新聞社のアンケートで「どちらかといえば評価する」と回答[110]。

- 「他国からの攻撃が予想される場合には敵基地攻撃もためらうべきではない」との問題提起に対し、2021年の朝日新聞社のアンケートで「どちらかといえば賛成」と回答[111]。

- 「北朝鮮に対しては対話よりも圧力を優先すべきだ」との問題提起に対し、2017年、2021年の朝日新聞社のアンケートで「どちらとも言えない」と回答[110][111]。

- 普天間基地の辺野古移設について、2012年の毎日新聞社のアンケートで「賛成」と回答[120]。2021年の朝日新聞社のアンケートで「どちらかと言えば賛成」と回答[111]。

- 徴用工訴訟などの歴史問題をめぐる日韓の関係悪化についてどう考えるかとの問いに対し、2021年の毎日新聞社のアンケートで「政府の今の外交方針でよい」と回答[119]。

- 「政府が尖閣諸島を国有化したことを評価するか」との問いに対し、2012年の毎日新聞社のアンケートで、選択肢以外の回答をした[120]。

- 日本による過去の植民地支配と侵略を認めて謝罪した「村山談話」の見直し論議について、2014年の毎日新聞社のアンケートで、選択肢以外の回答をした[118]。

- 従軍慰安婦に対する旧日本軍の関与を認めた「河野談話」の見直し論議について、2014年の毎日新聞社のアンケートで、選択肢以外の回答をした[118]。

- 第2次安倍内閣が2013年に提出した特定秘密保護法案は同年12月6日に可決成立した[121]。「こうした法律が日本に必要と思うか」との2014年の毎日新聞社のアンケートに対し、「必要」と回答[118]。

### ジェンダー
- 選択的夫婦別姓制度の導入についての各メディアのアンケートの結果は以下のとおり。
  - 2014年 - 朝日新聞社には「反対」と回答[117]。
  - 2017年 - 朝日新聞社には「どちらかといえば反対」と回答[110]。
  - 2021年 - 朝日新聞社には「どちらかといえば反対」と回答[111]。
  - 2024年 - NHKには「反対」と回答[112]。

- 2021年1月、選択的夫婦別姓の導入反対を求める文書を地方議会議長に郵送した（後述）[122]。

- 同性婚を可能とする法改正についての各メディアのアンケートの結果は以下のとおり。
  - 2017年 - 朝日新聞社には「どちらかといえば反対」と回答[110]。
  - 2021年 - 朝日新聞社には「どちらかといえば反対」と回答[111]。NHK、毎日新聞社には回答しなかった[115][119]。
  - 2024年 - NHKには「反対」と回答[112]。

- 「LGBTなど性的少数者をめぐる理解増進法案を早期に成立させるべきか」との問題提起に対し、2021年の朝日新聞社のアンケートで「どちらかといえば反対」と回答[111]。

- クオータ制の導入について、2021年のNHKのアンケートで「どちらかといえば反対」と回答[115]。同年の毎日新聞社のアンケートで回答しなかった[119]。2024年のNHKのアンケートで「反対」と回答[112]。

### 消費税
- 2012年の毎日新聞社のアンケートにおいて、消費税を2014年4月に8%、2015年10月に10%まで引き上げる法律が成立したことについて「法律通りに引き上げるべきだ」と回答[120]。

- 2014年の朝日新聞社のアンケートにおいて、「2017年4月に消費税率を10%に引き上げるべきだ」と回答[117]。

- 「消費税減税」「国債を財源とした社会保障と公共事業の拡充」を主張する日本の未来を考える勉強会の事務局長を務めている[123]。

- 「消費税0%の検討」を掲げた『国民を守るための「真水100兆円」令和2年度第2次補正予算に向けた提言』に賛同している[124]。

### その他
- アベノミクスについて、2017年の朝日新聞社のアンケートでは「どちらかと言えば評価する」と回答し[110]、同年の毎日新聞社のアンケートでは「評価する」と回答[125]。

- 安倍内閣による森友学園問題・加計学園問題への対応について、2017年の朝日新聞社のアンケートで「どちらかと言えば評価しない」と回答し[110]、同年の中日新聞社のアンケートで「疑惑が十分に解明されていない」と回答[113]。

- 森友学園への国有地売却をめぐる公文書改竄問題で、2021年5月6日、国は「赤木ファイル」の存在を初めて認めた[126]。しかし5月13日、菅義偉首相はファイルの存在を踏まえた再調査を行わない考えを報道各社に書面で示した[127]。9月の自民党総裁選挙で総裁に選出された岸田文雄も10月11日、衆議院本会議の代表質問で再調査の実施を否定した[128]。国の対応をどう考えるかとの同年の毎日新聞社のアンケートに対し「これ以上、調査や説明は必要ない」と回答[119]。

- 原子力発電所の再稼働問題について、2017年の中日新聞社のアンケートで「新規制基準を満たす原発は再稼働すべき」と回答[113]。

- 「原子力発電への依存度について今後どうするべきか」との問題提起に対し、2021年のNHKのアンケートで「現状を維持すべき」と回答[115]。

- 首相の靖国神社参拝について、2014年、2017年の朝日新聞社のアンケートで「どちらかと言えば賛成」と回答[117][110]。

- 「『道徳』を小中学校の授業で教え、子供を評価することに賛成か、反対か」との問いに対し、2014年の毎日新聞社のアンケートで、選択肢以外の回答をした[118]。

- 「治安を守るためにプライバシーや個人の権利が制約されるのは当然だ」との問題提起に対し、2017年、2021年の朝日新聞社のアンケートで「どちらとも言えない」と回答[110][111]。

- 「ドナルド・トランプ大統領を信頼できるか」との問いに対し、2017年の毎日新聞社のアンケートで、選択肢以外の回答をした[125]。

- ヘイトスピーチを法律で規制することについて、2014年の毎日新聞社のアンケートで、選択肢以外の回答をした[118]。

- カジノ解禁について、2014年、2017年の毎日新聞社のアンケートで「賛成」と回答[118][125]。

- 女性宮家の創設について、2012年の毎日新聞社のアンケートで「反対」と回答[120]。

## 人物

### 統一教会との関係
- 2019年（平成31年）3月19日、青山が代表を務める資金管理団体「周平懇話会」は、世界平和統一家庭連合（旧統一教会）の関連団体「世界平和女性連合」に会費として15,000円を支出した[129]。

- 2021年（令和3年）10月の衆院選に際し、統一教会は青山に接触。「手伝いを一人入れる」と申し出たが、青山は「必要がない」として、申し出を断った[130][131]。

- 2021年（令和3年）11月5日、世界平和連合の中部地区常任講師や国際勝共連合愛知県本部の代表を務めるS[132]は、5日前に実施された衆院選「第3地区」を総括する33ページにわたる内部資料を作成した。教団は日本を5地区に分けており、第3地区は東海北陸信越近県に及ぶ中部地区一帯を指す。同資料には、本部から「勝共推進国会議員の全員当選」の要請があったこと、電話作戦は昼間は教団婦人部が行い夜間は青年学生が行うこと、党の機関紙『自由民主』を壮年が朝晩に配布すること、小選挙区の当落予想などが明記された[133]。

- 2022年（令和4年）4月21日、統一教会の関連団体主催の第6回「全国地方議員研修会」が参議院議員会館で開催。安倍晋三のブレーンとして知られる八木秀次と高橋史朗[134][135]が登壇し、同性パートナーシップ制度、LGBT理解増進法案、同条例案を批判する講演を行った[136][137]。同研修会に青山も出席。「地方議会議員らと、婚姻制度、こども基本法、LGBT理解増進、選択的夫婦別姓等について意見交換をおこなった」と、共同通信のアンケートに答えている[130][131]。

- 同年5月8日、統一教会の関連団体「愛知県平和大使協議会東愛知総支部」は「アジアと日本の平和を守る東愛知安保大会」を岡崎市民会館の甲山会館で開催。教団信者とされる碧南市長の禰冝田政信[138][139][140]が同団体の共同議長として挨拶をし、前岡崎市長の内田康宏が平和大使に任命された。講師を務めた平和大使協議会の松本康事務総長[注 7]はロシアによるウクライナ侵攻を踏まえ、「中国共産党政権に対する現実的な緊急対処をするべきである」と訴えた。青山は閉会の挨拶で国政報告をした。平和大使協議会は同性婚を可能とする法改正や同性パートナーシップ制度などに対し異議を唱えており[143][144][145][146]、青山はこれに則した文脈でLGBT問題について語った[147][148][149][150][151][152]。

- 同年5月17日、清和政策研究会は政治資金パーティーを東京プリンスホテルで開催[153]。統一教会は同月、青山の派閥におけるノルマ分として、青山に会費4万円を支払った[130][131]。

- 同年6月13日、統一教会の関連団体「天宙平和連合」が創設した世界平和国会議員連合の日本の議員連盟「日本・世界平和議員連合懇談会」の総会が開催。青山は同議連に参加し、幹事に就任した。総会では顧問である国際勝共連合会長の梶栗正義が講演をし、統一教会の関連団体「平和政策研究所（IPP）」が発行する「政策情報レポート」が配られた。総会資料のアンケート用紙には、梶栗が会長を務める統一教会の友好団体「世界平和連合」[154]に関する記述があり、「次期参議院選挙の地方区で、世界平和連合の応援を希望する議員がおられればお書き下さい」と書かれてあった[155]。

### 政治資金パーティー収入の裏金問題
2023年（令和5年）12月10日、岸田文雄首相は、自民党5派閥における政治資金パーティー収入の裏金問題をめぐり、安倍派所属の閣僚4人、副大臣5人、大臣政務官6人の政務三役15人について、全員交代させる意向を固めた（政務官6人については2日後に訂正）。12月14日、青山は文部科学副大臣の辞表を提出し受理された。青山は12月25日に岡崎市で政治資金パーティーを開く予定だったが取りやめた。
2024年（令和6年）1月31日、青山は、ノルマの超過分に対する安倍派からのキックバックとして、2018年から2022年にかけての5年間で計230万円を不記載にしていたことを明らかにした。同日、政治資金収支報告書の訂正を愛知県選挙管理委員会に届けた。メディアの取材に対して「派閥事務所からの説明通り、記載しなかった」と答えた。
同年5月14日、衆議院政治倫理審査会は、裏金事件に関与しながら同審査会で弁明していない自民党議員44人に出席と説明を求める野党の申立てを全会一致で可決した。同月17日、参議院政治倫理審査会も同様に、弁明していない議員29人に出席と説明を求める申立てを全会一致で可決した。青山を含む関係議員73人は全員出席を拒否し、6月23日に通常国会は閉会した。

### その他
- 杉浦正健の秘蔵っ子として知られ、2012年（平成24年）の総選挙における青山の選対事務長は杉浦が務めた[165]。ところが衆議院解散から間もない同年11月27日、対立候補の重徳和彦が自身に出馬を促した張本人が杉浦であることを明かし[166][167]、複雑な選挙戦が展開された。選挙後、重徳の後援会の会長には、かつて杉浦の後援会事務局長を務めた魚卸業の鈴木康夫が就任した[168][169][170][171][172]。議席を失うこととなった2017年（平成29年）の総選挙では、元岡崎市義の中根勝美が青山の選対事務長を務めた[173]。中根は杉浦と親しい関係にあり、杉浦が代表および会計責任者を務める小池百合子の政治団体「百乃会」に対し多額の献金を行っている[37][174][175]。
- 喫煙者であり、超党派の愛煙家国会議員からなる議員連盟「もくもく会」に所属している[176]。
- 2020年（令和2年）12月18日、新型コロナウイルス感染症対策で政府が5人以上での会食を控えるよう呼びかける中、愛知県の西尾市で市議会議員14人にコンパニオン3人を加えた計17人による宴会が開催され、青山や西尾市長の中村健も挨拶を行った[177]。この行動が後に問題視され、中村が「本来であれば、もっと強く中止を要請すべき立場であった」と謝罪会見を行う事態にまで発展した[178]。
- 2021年（令和3年）1月30日、青山ら自民党国会議員有志50人は、47都道府県議会議長のうち同党所属の約40人に、選択的夫婦別姓の導入に賛同する意見書を採択しないよう求める文書を郵送した。地方議員や市民団体は、地方議会の独立性を脅かす行為だとして青山らを批判した[122][179][180][181][182]。
- 2022年（令和4年）7月14日、検査の結果、新型コロナウイルス陽性が判明。同日、衆議院は青山の感染を発表した[183]。

## 所属団体・議員連盟
- 最新型原子力リプレース推進議員連盟
- 自民党たばこ議員連盟[184]
- もくもく会[176]
- 日本会議国会議員懇談会[185]
- 神道政治連盟国会議員懇談会[185]
- みんなで靖国神社に参拝する国会議員の会[185]
- 文化芸術懇話会[186]
- 過去を学び”分厚い保守政治”を目指す若手議員の会[187]
- 自民党文部科学部会（副部会長）[188]
- 自民党財務金融部会（副部会長）[189]
- 日本の尊厳と国益を護る会[190]
- 日本の未来を考える勉強会（事務局長）[123]

## 選挙歴
| 当落 | 選挙                   | 執行日         | 年齢 | 選挙区       | 政党       | 得票数     | 得票率 | 定数 | 得票順位 /候補者数 | 政党内比例順位 /政党当選者数 |
| ---- | ---------------------- | -------------- | ---- | ------------ | ---------- | ---------- | ------ | ---- | ------------------ | ---------------------------- |
| 当   | 第46回衆議院議員総選挙 | 2012年12月16日 | 35   | 愛知県第12区 | 自由民主党 | 9万1816票  | 32.34% | 1    | 1/5                | /                            |
| 比当 | 第47回衆議院議員総選挙 | 2014年12月14日 | 37   | 愛知県第12区 | 自由民主党 | 11万8165票 | 43.54% | 1    | 2/3                | 3/8                          |
| 繰当 | 第48回衆議院議員総選挙 | 2017年10月22日 | 40   | 愛知県第12区 | 自由民主党 | 10万4811票 | 39.00% | 1    | 2/3                | 9/8                          |
| 比当 | 第49回衆議院議員総選挙 | 2021年10月31日 | 44   | 愛知県第12区 | 自由民主党 | 12万8083票 | 47.33% | 1    | 2/2                | 1/9                          |
| 落   | 第50回衆議院議員総選挙 | 2024年10月27日 | 47   | 愛知県第12区 | 自由民主党 | 8万6025票  | 34.19% | 1    | 2/4                | /                            |